# Breastaurant

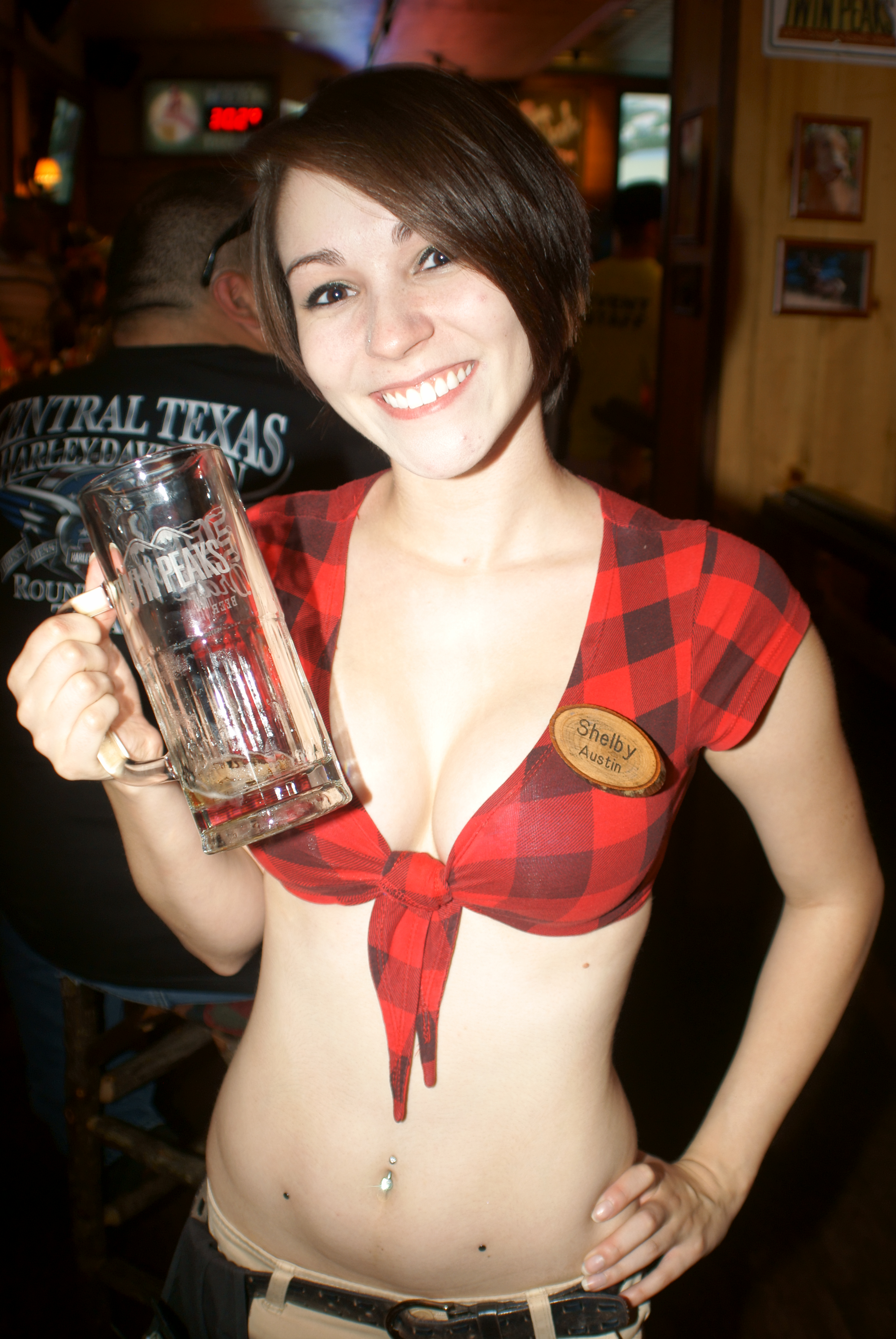
Serveerster bij Twin Peaks

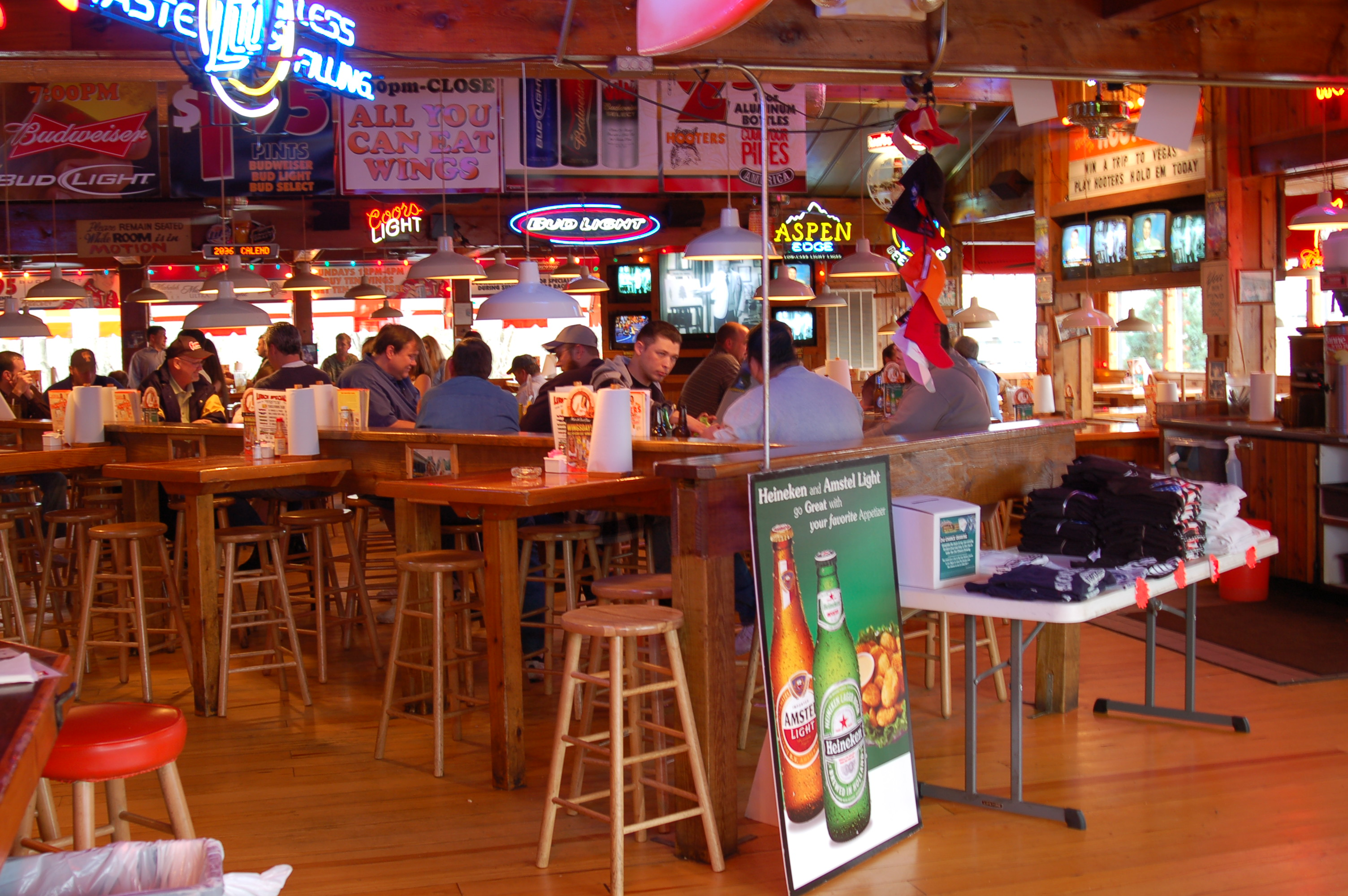
Een Hooters-restaurant in Chattanooga (Tennessee)

Een breastaurant is een restaurant met een erotische ondertoon, waar schaarsgeklede vrouwelijke kelners werken.
Het concept kwam op in de jaren 1980, toen restaurantketen Hooters werd opgericht. In de vroege jaren 90 won Hooters aan populariteit en kwam het begrip – een porte-manteau van breast (borst) en restaurant – in algemener gebruik. Het concept is in de 21e eeuw met name in de Verenigde Staten ingeburgerd geraakt. Volgens een bron in de voedingsindustrie groeiden de drie grootste breastaurantketens na Hooters met 30% of meer in 2011, terwijl veel conventionele restaurants te lijden hadden onder de recessie van 2008.
Voorbeelden van huidige breastaurants zijn Hooters, Tilted Kilt, Twin Peaks, Mugs N Jugs, Heart Attack Grill en Bikinis Sports Bar and Grill.
Een gelijkaardig maar recenter fenomeen is de bikini barista, iemand die koffie bereidt en serveert in bikini of lingerie.